# Credit Europe Bank
Credit Europe Bank N.V. — банк зареєстрований у 1994 році з головним офісом в Амстердамі, входить у FIBA Group турецького мільярдера Хюсню Озегін. Банк фокусує свою діяльність у корпоративному секторі, в таких країнах як Нідерланди, Бельгія, Німеччина, Мальта, КНР, Об'єднані Арабські Емірати, Росія, Румунія, Швейцарія та в Україні. У всіх країнах присутності в Кредит Європа Банку працює близько 6 тисяч осіб які обслуговують близько 3 млн. клієнтів.

## Кредит Європа Банк в Україні
Український підрозділ Кредит Європа Банку був заснований у вересні 2006 року. Головний офіс розташований у Києві. Станом на січень 2015 року банк має лише одне відділення — у Києві. Входить до третьої групи «середніх банків» за класифікацією НБУ. Станом на 1 січня 2015 року, загальні активи банку складали 2,258 млрд гривень, за цим показником він займає 60 місце серед 158 діючих банків. Чистий прибуток Кредит Європа Банку в Україні за 2014 рік склав 170 млн грн.
Фізичним особам надає такі послуги: строкові депозити, поточні рахунки, обмін валют та перекази Western Union.